# Villard-Notre-Dame
Villard-Notre-Dame és un municipi francès situat al departament de la Isèra i a la regió d'Alvèrnia-Roine-Alps. L'any 2007 tenia 31 habitants.

## Demografia

### Població
El 2007 la població de fet de Villard-Notre-Dame era de 31 persones. Hi havia 21 famílies de les quals 13 eren unipersonals (13 homes vivint sols), 4 parelles amb fills i 4 famílies monoparentals amb fills.
La població ha evolucionat segons el següent gràfic:
Habitants censats

### Habitatges
El 2007 hi havia 48 habitatges, 16 eren l'habitatge principal de la família, 28 eren segones residències i 4 estaven desocupats. 40 eren cases i 7 eren apartaments. Dels 16 habitatges principals, 15 estaven ocupats pels seus propietaris i 1 estava llogat i ocupat pels llogaters; 2 tenien una cambra, 3 en tenien dues, 5 en tenien tres, 3 en tenien quatre i 2 en tenien cinc o més. 3 habitatges disposaven pel capbaix d'una plaça de pàrquing. A 11 habitatges hi havia un automòbil i a 4 n'hi havia dos o més.

### Piràmide de població
La piràmide de població per edats i sexe el 2009 era:
| Homes | Edats   | Dones |
| ----- | ------- | ----- |
| 0     | 95 o +  | 0     |
| 0     | 90 a 94 | 0     |
| 0     | 85 a 89 | 0     |
| 0     | 80 a 84 | 0     |
| 0     | 75 a 79 | 0     |
| 0     | 70 a 74 | 0     |
| 4     | 65 a 69 | 0     |
| 4     | 60 a 64 | 0     |
| 0     | 55 a 59 | 0     |
| 0     | 50 a 54 | 4     |
| 0     | 45 a 49 | 0     |
| 0     | 40 a 44 | 0     |
| 4     | 35 a 39 | 0     |
| 0     | 30 a 34 | 4     |
| 0     | 25 a 29 | 0     |
| 4     | 20 a 24 | 0     |
| 0     | 15 a 19 | 4     |
| 0     | 10 a 14 | 0     |
| 4     | 5 a 9   | 4     |
| 4     | 0 a 4   | 0     |

## Economia
El 2007 la població en edat de treballar era de 18 persones, 15 eren actives i 3 eren inactives. Les 15 persones actives estaven ocupades(9 homes i 6 dones).. De les 3 persones inactives 1 estava jubilada i 2 estaven estudiant.
Activitats econòmiques
Dels 3 establiments que hi havia el 2007, 2 eren d'empreses de construcció i 1 d'una empresa d'hostatgeria i restauració.
Dels 3 establiments de servei als particulars que hi havia el 2009, 2 eren fusteries i 1 restaurant.

## Poblacions més properes
El següent diagrama mostra les poblacions més properes.